# Quốc kỳ Quần đảo Cook
Quốc kỳ Quần đảo Cook (tiếng Anh: Flag of the Cook Island) được dựa trên thiết kế truyền thống dành cho các cựu thuộc địa Anh Quốc ở vùng Thái Bình Dương. Nền màu xanh chứa cờ Vương quốc Anh ở phía góc trái, và ở bên phải có mười lăm ngôi sao tạo thành vòng tròn. Lá cờ của Vương quốc Anh là biểu tượng cho mối liên kết về mặt lịch sử của quốc gia với chính quốc trong thời kỳ thuộc địa. Các ngôi sao đại diện cho mười lăm hòn đảo tạo thành Quần đảo Cook (Tongareva, Rakahanga, Manihiki, Pukapuka, Nassau, Suwarrow, Pamlerston, Aitutaki Manuae,Takutea, Aitu, Mitiaro, Mauke, Rarotonga & Mangaia. Màu lam là biểu tượng của đại dương và bản chất hoà bình của cư dân sinh sống tại đây. Lá cờ Vương quốc Anh còn chỉ ra tư cách thành viên của và mối liên hệ lịch sử lâu dài của Quần đảo Cook với Khối thịnh vượng chung Anh.
Từ năm 1973 đến 1979, Quần đảo Cook sử dụng lá cờ có nền màu lục với các ngôi sao màu vàng. Màu lục tượng trưng cho sự phát triển lâu bền và cuộc sống; màu vàng tượng trưng cho lòng tin, tình yêu, hạnh phúc, và sự tận tâm của các cư dân. Vòng tròn tượng trưng cho liên minh của các hòn đảo và các cư dân của nó.

## Các lá cờ trong lịch sử

Lá cờ của Đại diện Nữ hoàng tại Quần đảo Cook

| Cờ của Vương quốc Rarotonga trong khoảng thời gian 1858 – 1888 |
| Cờ của Vương quốc Rarotonga trong khoảng thời gian 1858 – 1888 |

| Lá cờ của Vương quốc Rarotonga trong khoảng thời gian 1888 – 1893 |
| Lá cờ của Vương quốc Rarotonga trong khoảng thời gian 1888 – 1893 |

| Lá cờ của Liên bang Quần đảo Cook từ năm 1893 đến 11 tháng 6 năm 1901 |
| Lá cờ của Liên bang Quần đảo Cook từ năm 1893 đến 11 tháng 6 năm 1901 |

| Lá cờ của Quần đảo Cook từ 11 tháng 6 năm 1901 – 24 tháng 3 năm 1902 |
| Lá cờ của Quần đảo Cook từ 11 tháng 6 năm 1901 – 24 tháng 3 năm 1902 |

| Lá cờ của Quần đảo Cook từ 24 tháng 3 năm 1902 đến 23 tháng 7 năm 1973 |
| Lá cờ của Quần đảo Cook từ 24 tháng 3 năm 1902 đến 23 tháng 7 năm 1973 |

| Lá cờ của Quần đảo Cook từ 23 tháng 7 năm 1973 đến 4 tháng 10 năm 1979 |
| Lá cờ của Quần đảo Cook từ 23 tháng 7 năm 1973 đến 4 tháng 10 năm 1979 |